# Нік Картер
Ніколас Джин Картер (англ. Nickolas Gene Carter; р. 28 січня 1980) — американський співак, музикант, актор, учасник гурту «Backstreet Boys». Старший брат Аарона Картера. B 2000 році під 9-м номером увійшов до списку «50 найкрасивіших людей планети» за версією журналу «People».

## Дитинство
Нік Картер народився в місті Джеймстаун (штат Нью-Йорк) в родині Роберта Джина Картера і Джейн Елізабет Сполдінг, які тримали бар Yankee Rebel. Через кілька років після народження Ніка сім'я переїхала до міста Раскін у штаті Флорида, де його батьки тримали будинок для літніх людей. Там у нього з'явились нові брати та сестри:Леслі (6 червня 1986 - 31 січня 2012) а також двійня Аарон та Ейнджел (7 грудня 1987).
На початку 90-х років Нік проходив численні прослуховування, знімався в рекламі. 1989 року він проходив прослуховування для популярного телевізійного шоу «Клуб Міккі Мауса». 1990 року Нік з'явився в невеликій ролі у фільмі «Едвард — руки-ножиці».
У травні 1992 року з оголошення в місцевій газеті стало відомо про кастинг молодих людей у віці від 12 до 18 років у вокальну групу. Нік, поряд з Ей Джеєм Макліном і Хауї Дороу, став одним з перших учасників групи Backstreet Boys, ким і є до сьогоднішнього моменту.

## Кар'єра
З 1993 року Нік є учасником групи Backstreet Boys. На початку кар'єри група не була популярною в Штатах, попри популярність їх першого синглу на радіостанціях в місті Орландо. Тому група вирішила спробувати свої сили в Європі, де їх популярність стала набирати обертів. У середині дев'яностих «Backstreet Boys» стали однією з найпопулярніших груп в усьому світі. 2001 року група була внесена до Книги рекордів Гіннеса як найбільш комерційно успішна підлітково-вокальна команда всіх часів. Після перерви, зробленої в кар'єрі (2002–2004 рр.), спостерігається спад популярності. Проте група продовжує успішну кар'єру і має запит на світовому ринку.

### Сольна кар'єра
Нік є співвласником компанії «N-Control Management» з 2000 року. Також він є менеджером альтернативної рок-групи «Break Out». 2002 року, під час перерви в кар'єрі групи, Нік став першим з учасників Backstreet Boys, що випустив сольний альбом. «Now or Never», отримав статус золотого. Після світового туру на підтримку альбому, Нік розпочав роботу над своїм наступним сольним альбомом, але не завершив його запис, бо нарешті «Backstreet Boys» повернулися до студії. Одну із записаних у студії пісень, «Let it go», пізніше використали для реаліті-шоу «House of Carters».
У 2009 році Нік спільно з американською співачкою Дженніфер Пейдж записав дует «Beatiful lie». Пісня доступна в інтернет-магазині iTunes з 20 листопада 2009 року.

### Акторська кар'єра
У 2004 році Нік зіграв одну з головних ролей у фільмі жахів «Повернення у сонну лощину».
У жовтні 2006 року Нік вирішив спробувати себе у сфері реаліті-шоу. Нік, його брат і сестри почали зніматися в шоу «House of Carters» («Дім Картерів»). Родина возз'єдналася під одним дахом перший раз за довгий час. Їхні спроби почати життя «з чистого аркуша», ужитися один з одним і згладити протиріччя були показані перед багатомільйонною аудиторією.

## Благодійність
Нік віддає багато сил боротьбі за збереження навколишнього середовища і світових океанів. Співак очолював кампанію з порятунку океанів в рамках благодійного фонду «Just Within Reach» його колишнього колеги по групі, Кевіна Річардсона. 2007 року він був оголошений послом «Року Дельфіна».
З автобіографії Ніка Картера:
"Я народився в місті Джеймстаун, штат Нью-Йорк, в тій же лікарні що і Б. Дж. (Боббі Джин). Мої інші брати і сестри народилися у Флориді. У Джеймстауні у нас був невеликий будиночок на Webber Road. Мій тато працював діджеєм в клубі. Тоді я дуже любив там бувати, часто складав батькові компанію. У мене навіть є фото, де я стою в навушниках, які мають більший розмір, ніж моє обличчя. Скоро народилася Б. Дж. і мої батьки вирішили переїхати до Флориди й відкрити там сімейний бізнес, тоді у нас був автомобіль кадиллак, саме на ньому ми переїхали в наш новий будинок.
Тоді мені було п'ять чи шість. У той же час я почав помічати в собі любов до музики.
Мені подобалося жити в новому будинку, тим більше, що там був величезний задній двір, де ми з Б. Дж. любили гратися. У нас навіть є фотографія, де ми з сестрою стоїмо вимазані з ніг до голови з жабами на головах. Також ми любили влаштовувати поєдинки на мечах (дерев'яними палицями). Ще там був гамак, у якому я постійно хитав сестру до тих пір, поки у неї не запаморочиться в голові. 
Незабаром я познайомився з хлопцем на ім'я Brent, який пізніше став моїм найкращим другом.'
Потім народилася Леслі і ми з Б. Дж. дуже стали хвилюватися стосовно того, що їй батьки приділяли куди більше уваги, ніж нам. Але після народження близнят, ми стали заздрити вже втрьох. Але я все одно радів, що в мене нарешті з'явився брат.
Моєю першою школою була Miles Elementary. Мені дуже подобалося відвідувати заняття в цій школі, я там провчився близько чотирьох років. Там же я зіграв свою першу роль в шкільному спектаклі «Фантом Опери».
Спочатку замість мене хотіли взяти одного хлопчика, але потім виявилося, що він не вміє співати, тому й вирішили, що я чудово підійду на цю роль. Але незабаром мені довелося переїхати в іншу школу Orange Grove. Взагалі, я змінив дуже багато шкіл, бо моя сім'я часто міняла місце проживання. А відразу після "Фантома Опери" мене стали досить часто запрошувати зніматися в рекламі і телепередачах. Так само я пройшов прослуховування в "Mickey Mouse Club", і мене природно взяли, тоді ж надійшла пропозиція взяти участь у "Backstreet boys", і мені довелося вибирати між першим і другим, я вибрав "BSB" і не помилився.''